# Kosova24
Kosova24 (engelska: Kosovo24) är en oberoende nyhetstidning i Kosovo. Webbportalen för dagliga nyheter är ett medium för sponsorer.